# Grateful Dead
A Grateful Dead amerikai rockegyüttes 1965-ben alakult a kaliforniai Palo Altóban. A névadó az alapító tagok egyike, Jerry Garcia volt, aki az együttes nevét egy szótárból választotta. 

A Grateful Dead egyedülálló stílusban olvasztotta egybe a rock, a folk, a blues, a reggae, a country, a dzsessz, a pszichedelikus rock és a space rock elemeit. A zenekar stílusára a kábítószer és a kábítószeres élmények egyaránt hatással voltak. A stílus kialakítása főleg Garcia szokatlanul hosszú gitárszólóinak is köszönhető, de a zenéjük élvezetéhez nem szükségesek a drogok. 

Az együttes 1994-ben bekerült a Rock and Roll Hall of Fame-be. A Rolling Stone magazin minden idők 57. legjobb együtteseként sorolta be.

## Az együttes tagjai

### Az alapító tagok
- Jerry Garcia – gitár, ének
- Bob Weir – gitár, ének
- Ron „Pigpen” McKernan – billentyűs hangszerek, szájharmonika, ének
- Phil Lesh – basszusgitár, ének
- Bill Kreutzmann – dobok

### Későbbi tagok
Mickey Hart – dobok, 1967-1971 és 1974-1995; Tom „TC” Constanten – billentyűs hangszerek, 1968-70 Keith Godchaux – billentyűs hangszerek, 1971-1979; Donna Godchaux – ének, 1972-1979); Brent Mydland – billentyűs hangszerek, 1979-1990 és Vince Welnick – billentyűs hangszerek, 1990-1995, Bruce Hornsby – billentyűs, (1990-1992) billentyűs-énekes.

## Története
A kezdetekkor az együttes főleg bluest és countryt játszott. A tagokat a pénz soha nem érdekelte, a menedzserük is belső körből származott: a dobos Mickey Hart édesapja, Lenny Hart volt. Idegen nem intézhette az anyagi ügyeket. Az 1967. június 16. 18. között megrendezett Monterey Nemzetközi Popzenei Fesztiválról a Grateful Dead kivonult, mert a tagok szerint a fesztivál nem a zenéről, hanem a pénzről szólt. A '60-as évekre jellemző életet élték, bejárták az országot, fesztiválokon vettek részt, ingyenkoncerteket tartottak, bárhol felléptek, akár útkereszteződésekben is. Az utakra egy törzsközösség mindig elkísérte őket, amelynek a tagjai kommunát alkotva együtt éltek az együttessel, ugyanolyan szabadok és boldogok voltak, akár maga a Grateful Dead.

### 1965–1966
A zenekar az első műsorát 1965. május 5-én Menlo Parkban (Kalifornia) a Santa Cruz sugárút 639. alatt tartotta. Ekkor a nevük még The Warlock volt, de kénytelenek voltak nevet változtatni, mert a Velvet Underground és egy másik együttes is használta a Warlock nevet. Az előadást nem rögzítették, a dalok listája is ismeretlen.

Az új nevükön 1965. december 4-én, San Joséban tartottak egy koncertet, ezt az évek során mintegy 2000 show követte. A koncerteket demófelvételek őrzik. 1966. január 8-án San Franciscóban, a Fillmore Auditoriumban. Ugyanabban a hónapban az együttes a Trips Festivalon mutatott be egy pszichedelikus rock show-t.

### 1967–1995
Az együttes San Franciscóban részt vett az 1967. január 29-én az Avalon Ballroomban tartott Mantra-Rock Dance zenei ellenkultúra-rendezvényen. A további fellépők: a Hare Krisna-alapító Bhaktivedanta Swami, Allen Ginsberg költő, a Moby Grape és a Big Brother & the Holding Company zenekarok, valamint Janis Joplin. A bevételt a Krisna templomnak adták. 

A Grateful Dead első nagylemeze, a Grateful Dead 1967-ben a Warner Bros. Records kiadásában jelent meg. 1969. augusztus 16-án a Woodstocki fesztiválon az együttes négy dalt játszott el (St. Stephen, Mama Tried, Dark Star/High Time, Turn on Your Love, Right).
1970. január 31-én és február 1-jén éjjel az együttes fellépett New Orleansban, a The Warehouse-ban. Az első este a rendőrség rajtaütött a Bourbon Street-i szállodán, és 19 személyt tartóztatott le különböző gyógyszerek birtoklása miatt. Óvadék ellenében a letartóztatottakat elengedték, ezért a második koncertet is meg lehetett tartani. A vádat Owsley Stanley hangmérnök kivételével ejtették, akivel szemben már eljárás folyt LSD birtoklása miatt. Ennek az eseménynek a zenekar az 1970-ben megjelent Truckin’ c. dalban állít emléket (l. American Beauty LP). 

Megkezdődtek a tagcserék. Mickey Hart helyett ismét Bill Kreutzmann dobolt, Tom „TC” Constanten 1968-70-ben második billentyűs volt, távozása után Keith Godchaux zongorázott, a felesége, Donna Godchaux énekelt, „Pigpen” pedig Hammond B-3 orgonán játszott. 1972-ben a nyugat-európai turnéjukról egy három nagylemezes album készült (l. en: Europe '72). 1973. március 8-án, Crohn-betegségben, az otthonában meghalt Ronald C. "Pigpen" McKernan, de az együttes az új tagokkal folytatja a munkát, és megalapítja a saját lemezkiadóját, a Grateful Dead Recordsot.
1974-ben a zenekar számára készült az akkori idők legnagyobb torzításmentes hangosítási rendszere, a Wall of Sound, amelynek a hangmérnöke Owsley „Bear” Stanley (Augustus Owsley Stanley III, 1935 – 2011) volt. 

1978. szeptember 15-én és 16-án a zenekar Kairó közvetlen közelében, a gízai piramisok tövében koncertezik. A dalok többsége DVD-n is, és két CD-n is megjelent. (l.: en:Rocking the Cradle: Egypt 1978). 

1979-ben Keith és Donna Godchaux elhagyták az együttest, és megalapították a Heart of Gold nevű zenekart, de néhány nappal az első koncertjük után Keith Godchaux autóbalesetben elhunyt. A zenekar új billentyűse és zeneszerzője Brent Mydland lett, aki tökéletesen beilleszkedett az együttesbe: varázslatos dallamokat és gazdag harmóniát. Kiemelkedő dalai: Go to Heaven, Far From Me, Easy to Love You. Nem sokkal a Grateful Dead nyári turnéját követően Mydland 1990. július 26-án kábítószer-túladagolásban meghalt. A helyére Vince Welnick, a The Tubes volt billentyűse, és Bruce Hornsby billentyűs-énekes került.
Az 1980-as évek elején az együttes hol fellépett, hol nem, de lemezkiadások folytatódtak. A „nagy amerikai újjászületés”kor visszatért a zenéjüket kedvelő közösség.
Garcia egészsége romlani kezdett, Mydland tehetsége tartotta életben az együttest. 1986 júliusában Garcia cukorbetegség miatt napokig kómában volt. 1987-ben a zenekar felvette az In the Dark c. albumot, az együttes a legkelendőbb stúdióalbumát, rajta a Touch of Grey c. dallal, amiből videóklip is készült. Ugyanebben az évben a zenekar Bob Dylannel turnézott együtt, amelyről a Dylan & Dead c. album jelent meg.
1995. augusztus 9-én hajnalban, szívrohamban elhunyt Jerry Garcia. Halála után a tagok úgy döntöttek, hogy feloszlik a Grateful Dead.
1998-ban Bob Weir, Phil Lesh és Mickey Hart, valamint más zenészek közreműködésével feltámadt az együttes, koncerteztek, lemezeket adtak ki, megjelent egy koncertalbumuk is, a The Strange Remain. 
2002-ben ténylegesen megszűnt a Grateful Dead, 2003-ban a neve is megváltozott: The Dead lett.

## Diszkográfia

### Nagylemezek
- Grateful Dead (1967)
- Anthem of the Sun (1968)
- Aoxomoxa (1969)
- Live Dead (1970, 2 LP)
- Workingman's Dead (1971)
- American Beauty 1971
- The Grateful dead (1972)
- Glastonbury /Revelation/ (1972)
- Europe '72 (1973)
- Grateful Dead Vol. 1. (1973)
- Bear's Choise (1973)
- After zhe Flood (1973)
- Skeletons in the Closet (1974)
- Live at Mars Hotel (1974)
- Blues for Allah (1975)
- Steal Your Face (1976)
- Terrapin Station (1977)
- What A Long Strange Trip It's Been (1978
- Shakedown Street 1978
- Go to Heaven 1980
- Reckonig (1981, 2 LP)
- Dead Set (2 LP) 1981
- In the Dark (1987)
- Built to Last (1989)
- Whithout a Net (1990)
- One from the Vaults (1991)
- Infrared Roses 1992
- Nightfall of Diamonds (2001, 2 LP)
- Rocking the Cradle: Egypt 1978 (megjelent 2008. szeptember 30-án, 1 DVD-n, ill. 2 CD-n)

## Fordítás
- Ez a szócikk részben vagy egészben  a   Grateful Dead című angol Wikipédia-szócikk fordításán alapul.  Az eredeti cikk szerkesztőit annak laptörténete sorolja fel. Ez a jelzés csupán a megfogalmazás eredetét és a szerzői jogokat jelzi, nem szolgál a cikkben szereplő információk forrásmegjelöléseként.